# Блажкова (Підкарпатське воєводство)
Блажкова (пол. Błażkowa) — село в Польщі, у гміні Бжиська Ясельського повіту Підкарпатського воєводства.
Населення — 1582 особи (2011).
У 1975-1998 роках село належало до Кросненського воєводства.

## Демографія
Демографічна структура станом на 31 березня 2011 року:
|          | Загалом | Допрацездатний вік | Працездатний вік | Постпрацездатний вік |
| -------- | ------- | ------------------ | ---------------- | -------------------- |
| Чоловіки | 792     | 189                | 517              | 86                   |
| Жінки    | 790     | 185                | 429              | 176                  |
| Разом    | 1582    | 374                | 946              | 262                  |